# Lijst van personen overleden in december 2012
Dit is een lijst van bekende personen die zijn overleden in december 2012.

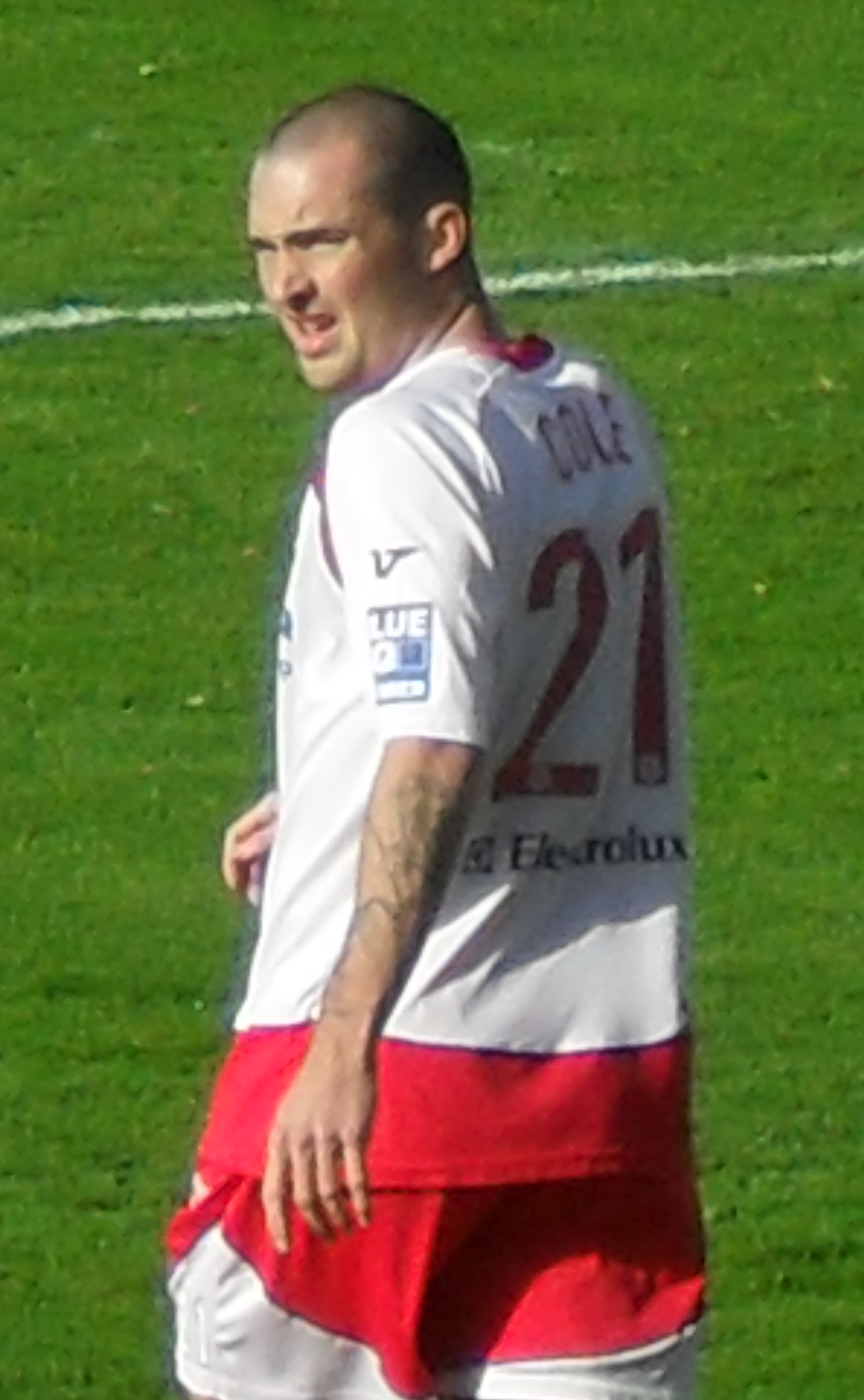
Mitchell Cole
1 december

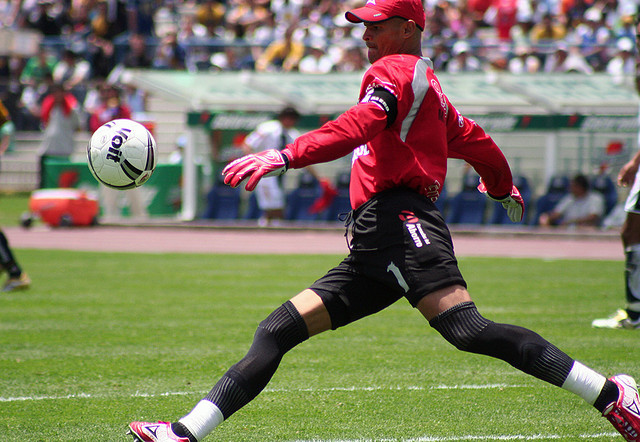
Miguel Ángel Calero
4 december

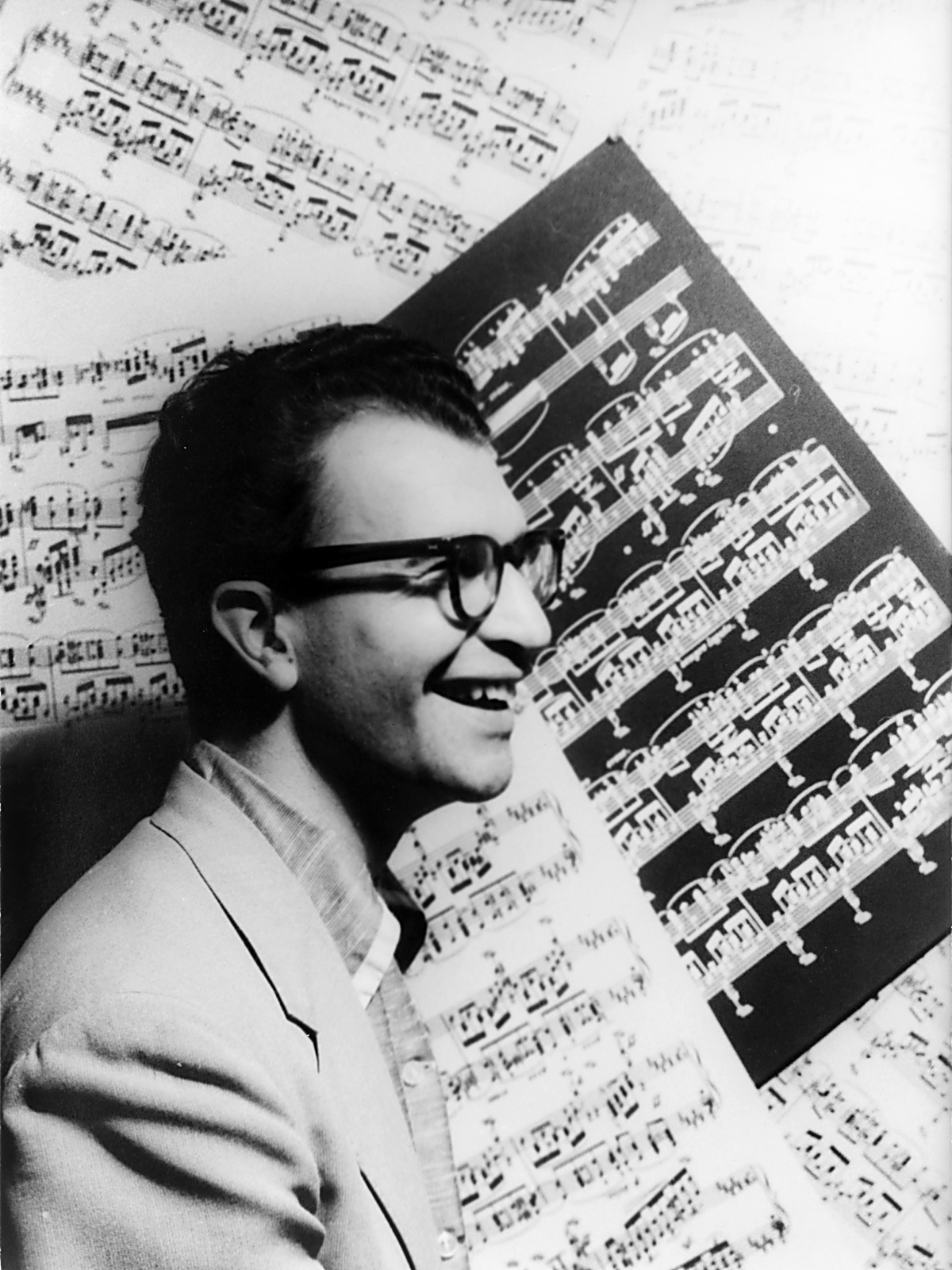
Dave Brubeck
5 december

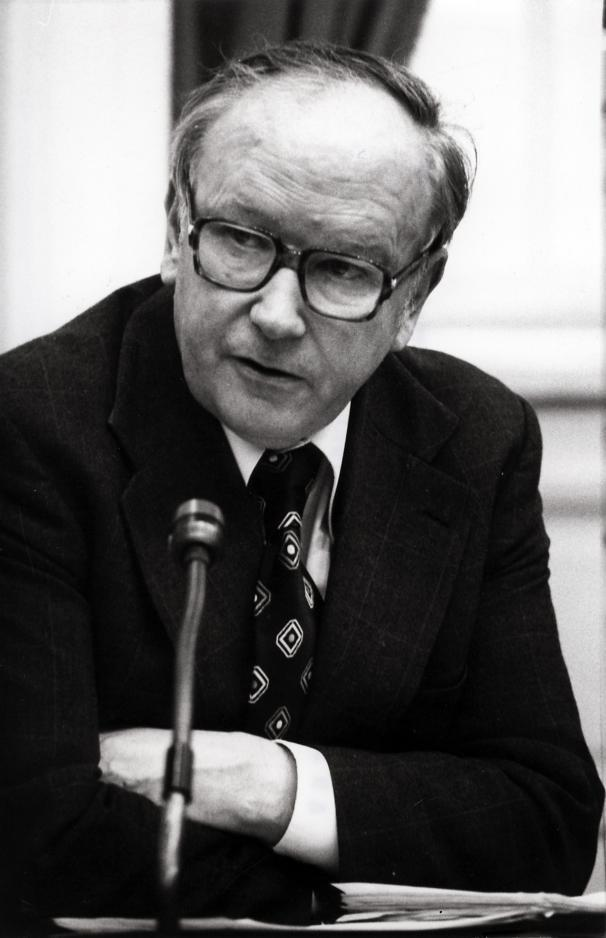
Roelof Kruisinga
7 december

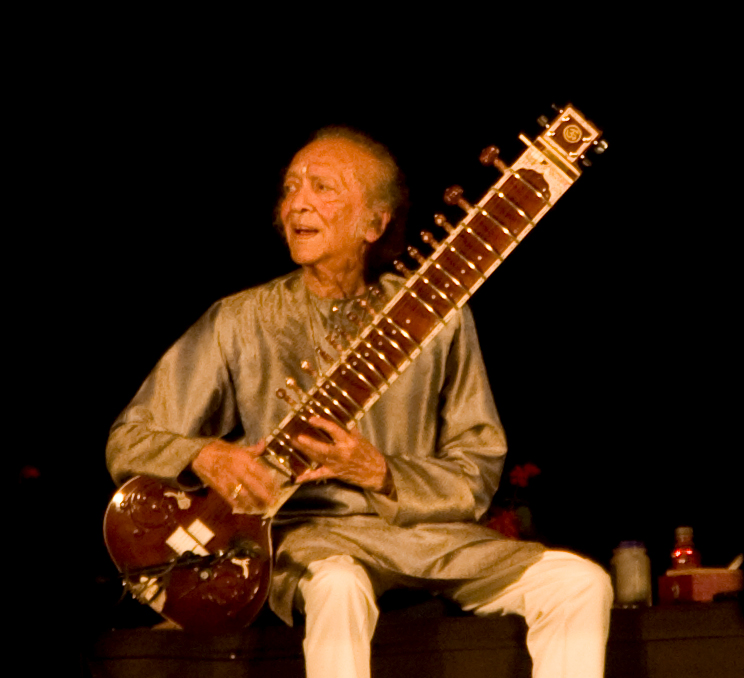
Ravi Shankar
11 december

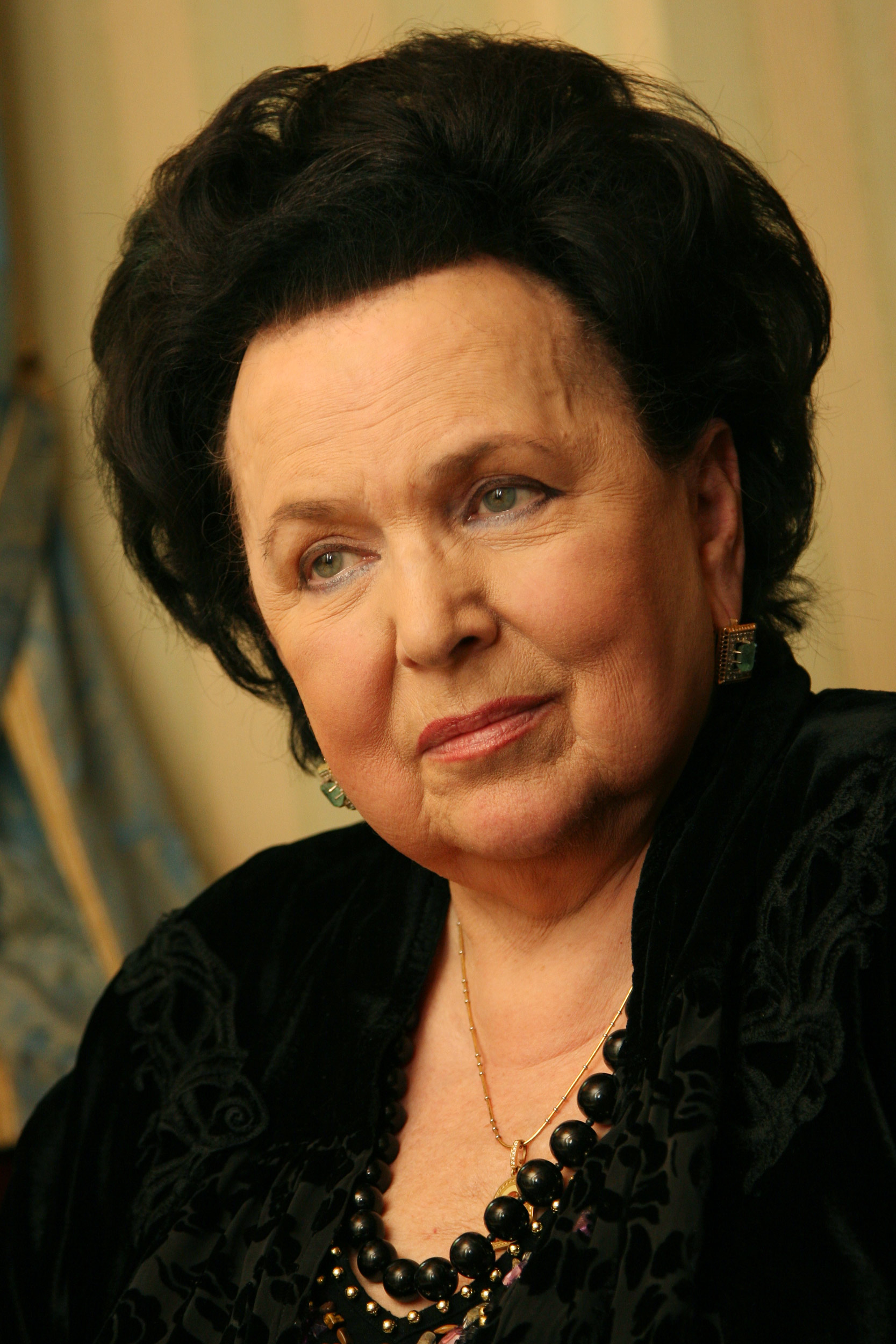
Galina Visjnevskaja
11 december

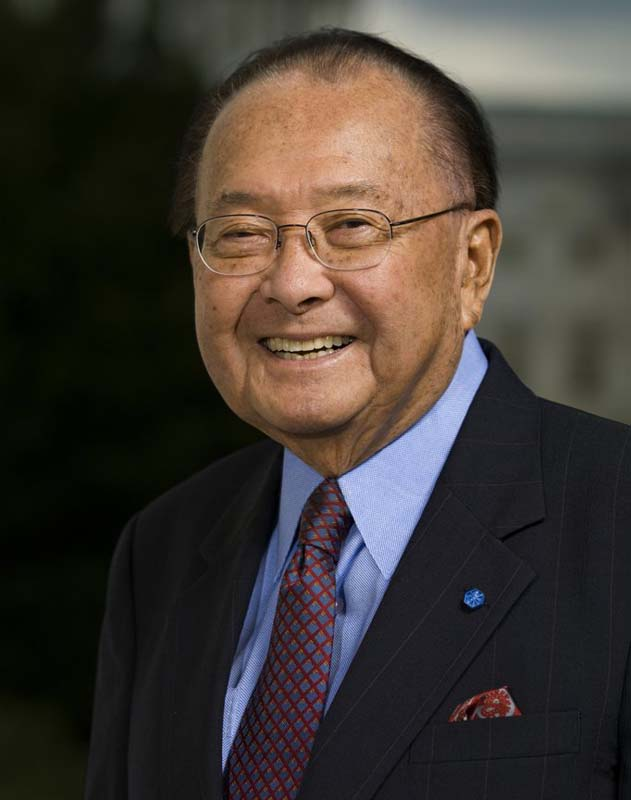
Daniel Inouye
17 december

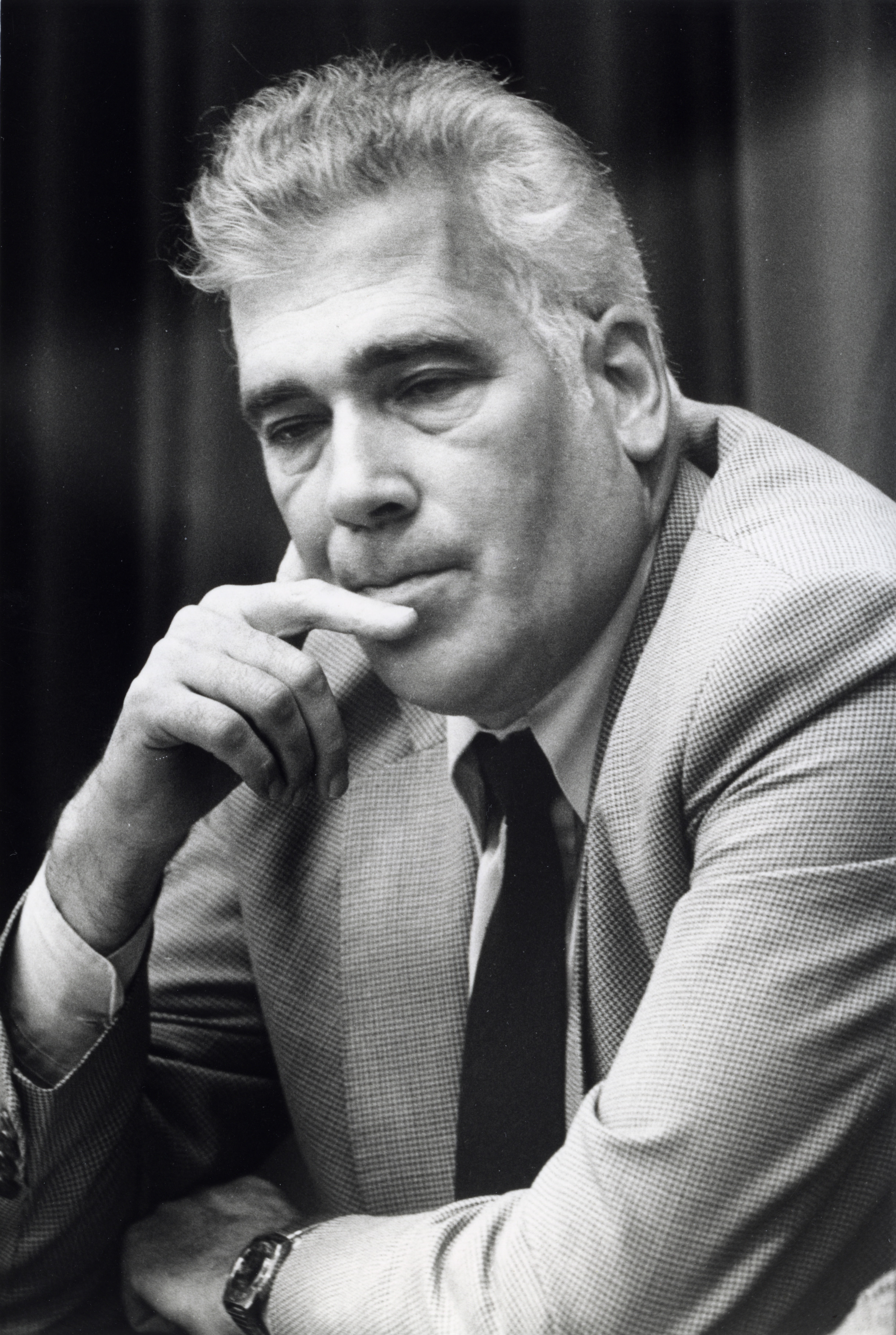
Piet de Visser
19 december

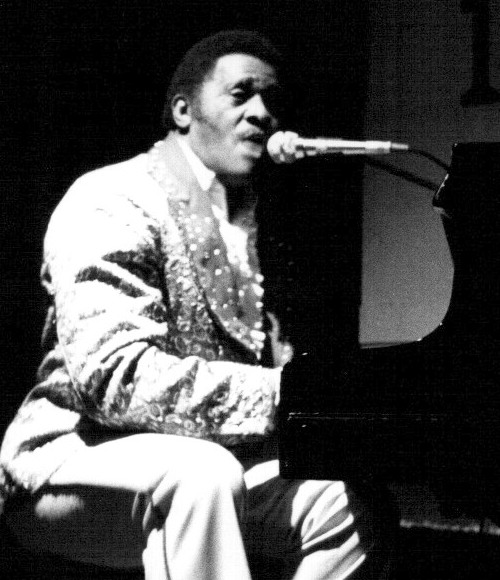
Jimmy McCracklin
20 december

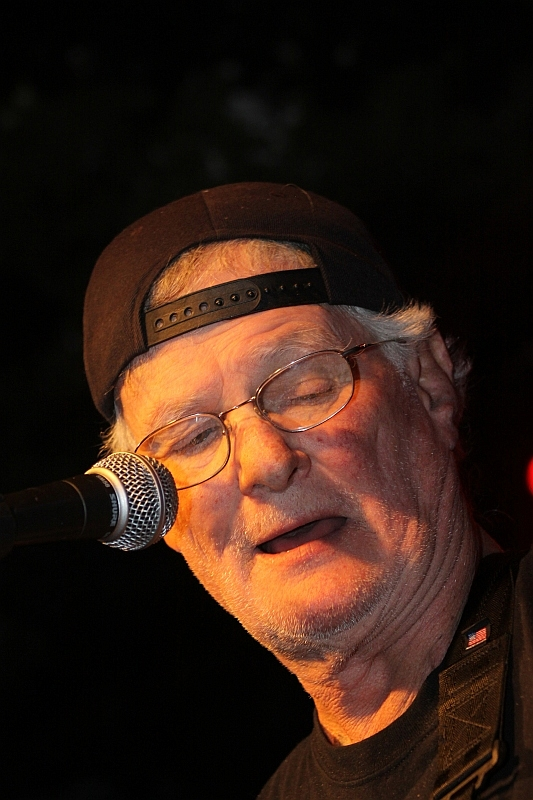
Lee Dorman
21 december

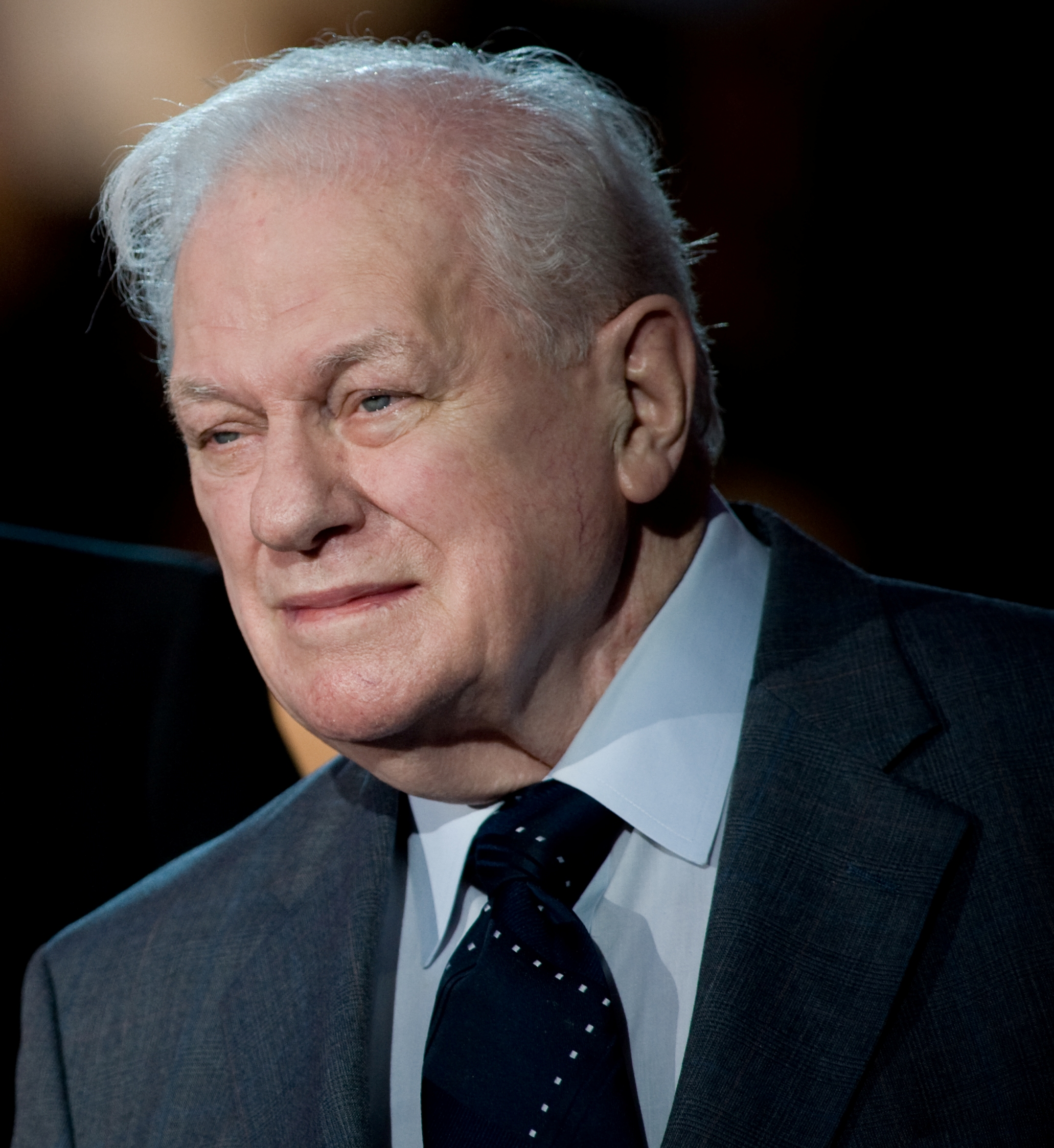
Charles Durning
24 december

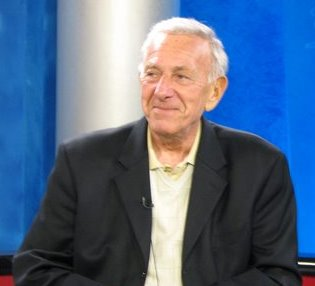
Jack Klugman
24 december

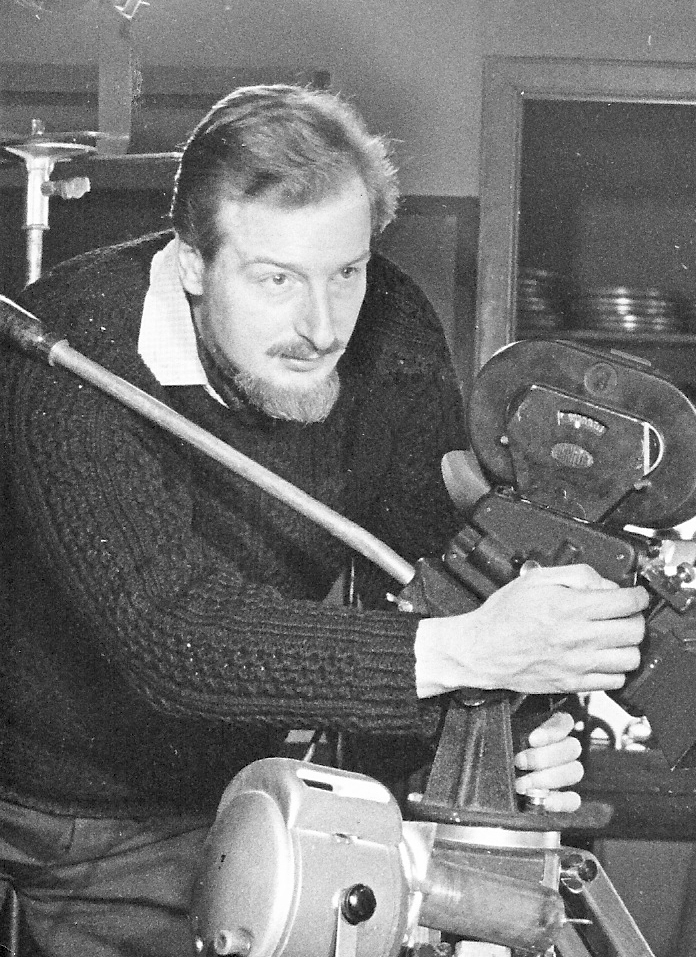
Han van Gelder
26 december

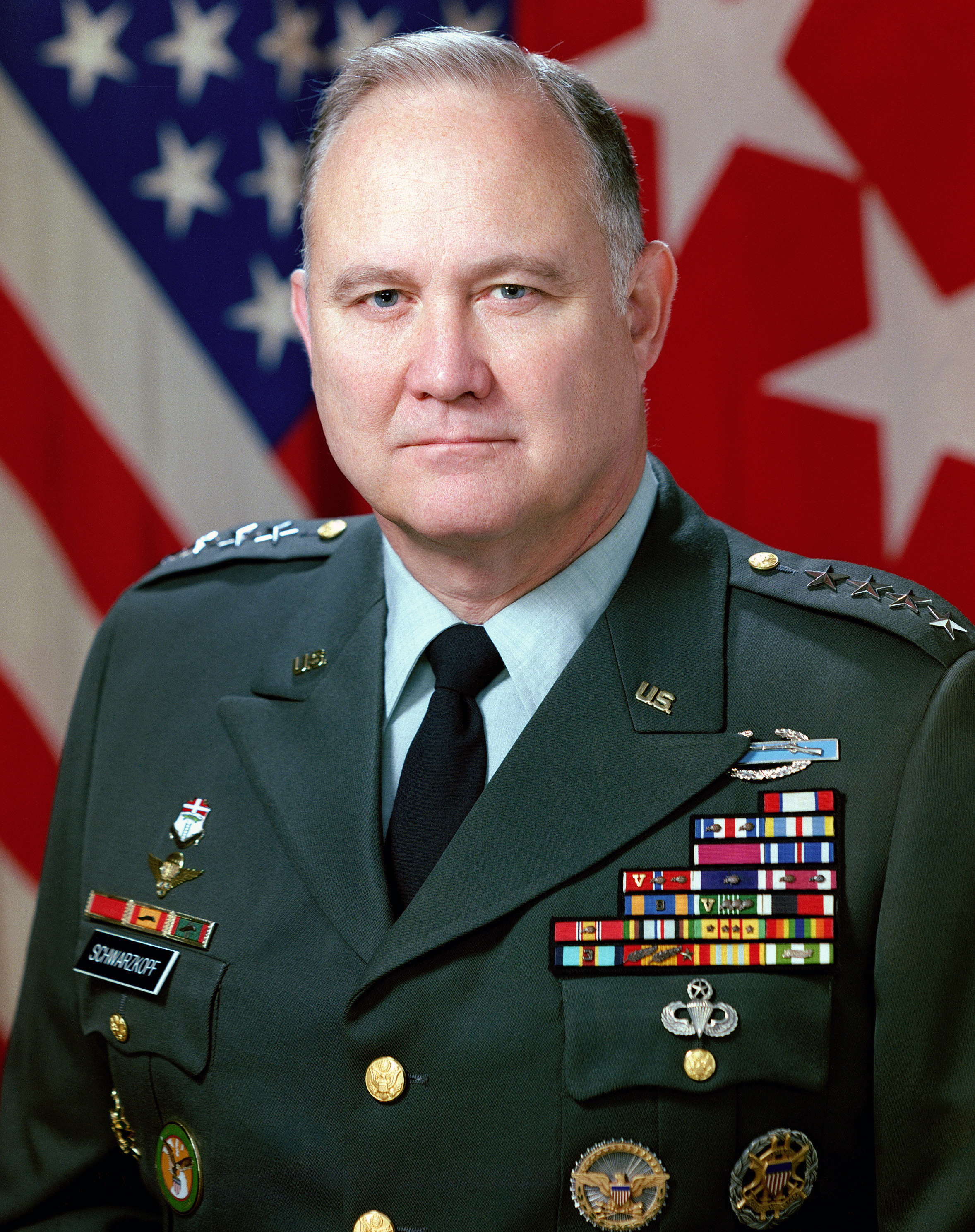
Norman Schwarzkopf jr.
27 december

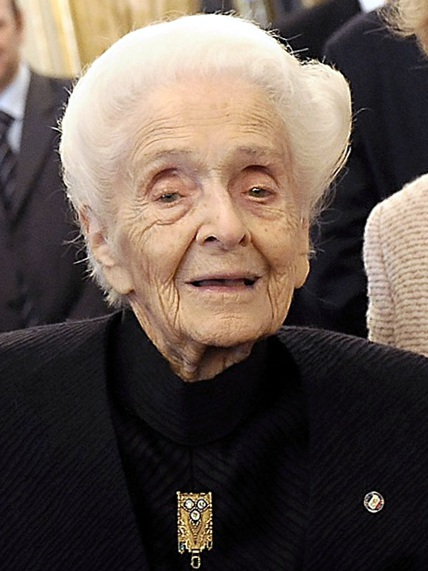
Rita Levi-Montalcini
30 december

| 1 | 2 | 3 | 4 | 5 | 6 | 7 | 8 | 9 | 10 | 11 | 12 | 13 | 14 | 15 | 16 | 17 | 18 | 19 | 20 | 21 | 22 | 23 | 24 | 25 | 26 | 27 | 28 | 29 | 30 | 31 |
| - | - | - | - | - | - | - | - | - | -- | -- | -- | -- | -- | -- | -- | -- | -- | -- | -- | -- | -- | -- | -- | -- | -- | -- | -- | -- | -- | -- |

### 1 december
- Jovan Belcher (25), Amerikaans American-footballspeler[1]
- Mitchell Cole (27), Brits voetballer[2]
- Onofre Lovero (87), Argentijns acteur[3]
- Phil Taylor (95), Brits voetballer en voetbalcoach[4]

### 2 december
- Klaus Ohmsen (77), Duits voetbalscheidsrechter[5]

### 3 december
- Cees van Bergen (65), Nederlands voetbaldoelman[6]
- Georgy Borisenko (90), Oekraïens schaker en trainer[7]
- Boris Breskav (70), Sloveens tennistrainer[8]
- Theo de Groot (80),  Nederlands voetballer[9]
- Fjodor Chitroek (95), Russisch animator[10]
- Richard Nieuwenhuizen (41), Nederlands grensrechter[11]
- Jeroen Willems (50), Nederlands acteur en zanger[12]

### 4 december
- Vasili Belov (80), Russisch schrijver[13]
- Tommy Berggren (62), Zweeds voetballer[14]
- Miguel Ángel Calero (41), Colombiaans voetballer[15]
- Besse Cooper (116), Amerikaans oudste mens ter wereld[16]
- Gerrit van Dijk (73), Nederlands kunstschilder, animatiefilmer en regisseur[17]
- Jonathan Harvey (73), Brits componist[18]
- Branislav Milinković (52), Servisch diplomaat[19]

### 5 december
- Dave Brubeck (91), Amerikaans jazzpianist[20]
- Wilhelmus Demarteau (95), Nederlands bisschop[21]
- Ignatius IV van Antiochië (91), Syrisch Grieks-orthodox patriarch[22]
- Yves Niaré (35), Frans atleet[23]
- Oscar Niemeyer (104), Braziliaans architect[24]
- Doug Smith (75), Schots voetballer[25]

### 6 december
- Jean Diederich (90), Luxemburgs wielrenner[26]
- Pim Korver (75), Nederlands documentairemaker[27]
- Huw Lloyd Langton (61), Brits gitarist[28]

### 7 december
- Ammar Elsherei (64), Egyptisch zanger, componist en performer[29]
- Denis Houf (80), Belgisch voetballer[30]
- Roelof Kruisinga (90), Nederlands politicus[31]
- Art Larsen (87), Amerikaans tennisser[32]
- Jeni Le Gon (96), Amerikaans (tap)danseres en actrice[33]

### 8 december
- Hal Schaefer (87), Amerikaans pianist[34]

### 9 december
- Sjoerd Heijning (60), Nederlands politicus[35]
- Patrick Moore (89), Brits sterrenkundige[36]
- Alex Moulton (92), Brits ingenieur en uitvinder[37]
- André Nelis (77), Belgisch zeiler[38]
- Remko van der Pols (49), Nederlands zakenman[39]
- Jenni Rivera (43), Mexicaans-Amerikaans zangeres[40]
- Charles Rosen (85), Amerikaans pianist en auteur[41]
- Simon E. Smit (98), Nederlands fotojournalist[42]
- Norman Joseph Woodland (91), Amerikaans ingenieur[43]

### 10 december
- Iajuddin Ahmed (81), president van Bangladesh[44]
- Lisa Della Casa (94), Zwitsers operazangeres[45]
- Ed Grady (89), Amerikaans acteur[46]
- Harry Meek (90), Nederlands beeldend kunstenaar[47]
- Peter Smulders (66), Nederlands zanger[48]

### 11 december
- Ravi Shankar (92), Indiaas musicus en sitarvirtuoos[49]
- Galina Visjnevskaja (86), Russisch sopraan[50]
- Colleen Walker (56), Amerikaans golfspeelster[51]

### 12 december
- DJ Pierre (38), Duits techno-dj[52]
- Milo Quesada (82), Argentijns acteur[53]

### 13 december
- Willie Ackerman (73), Amerikaans drummer[54]
- Andreu Alfaro (83), Spaans beeldhouwer en kunstenaar[55]
- Jaco de Bakker (73), Nederlands theoretisch informaticus en hoogleraar[56]
- Maurice Herzog (93), Frans alpinist[57]
- Otto Ketting (77), Nederlands componist[58]
- Abdesslam Yassine (84), Marokkaans politicus[59]
- Hans Zoet (73), Nederlands presentator en ballonvaarder[60]

### 14 december
- Alida Chelli (69), Italiaans actrice en zangeres[61]
- Kenneth Kendall (88), Brits nieuwslezer en televisiepresentator[62]
- Klaus Köste (69), Duits turner[63]

### 15 december
- Patrick Ibrahim Yakowa (64), Nigeriaans politicus[64]
- Olga Zubarry (83), Argentijns filmactrice[65]

### 16 december
- Iñaki Lejarreta (29), Spaans mountainbiker[66]
- Adam Ndlovu (42), Zimbabwaanse voetballer[67]
- Enrique Oltuski (82), Cubaans politicus[68]
- Jim Patterson (84), Schots voetballer[69]

### 17 december
- Charlie Adam (50), Schots voetballer[70]
- Richard Adams (65), Amerikaans homorechtenactivist[71]
- Daniel Inouye (88), Amerikaans politicus[72]
- Dina Manfredini (115), Amerikaans honderdplusser, oudste mens ter wereld[73]

### 19 december
- Robert Bork (85), Amerikaans jurist[74]
- Paul Crauchet (92), Frans komiek en acteur[75]
- Colin Davis (79), Brits autocoureur[76]
- Georges Jobé (51), Belgisch motorcrosser[77]
- Diane Lensink (62), Nederlands actrice[78]
- Amnon Lipkin-Shahak (68), Israëlisch politicus en militair[79]
- Keiji Nakazawa (73), Japans tekenaar[80]
- Peter Struck (69), Duits politicus[81]
- Piet de Visser (81), Nederlands politicus[82]

### 20 december
- Wout Ausma (84), Nederlands burgemeester[83]
- Tob de Bordes (85), Nederlands acteur en voordrachtskunstenaar[84]
- Stan Charlton (83), Engels voetballer en voetbaltrainer[85]
- Leslie Claudius (85), Indiaas hockeyer[86]
- Jimmy McCracklin (91), Amerikaans bluesmuzikant, -songwriter en -zanger[87]
- Albert Renaud (92), Canadees ijshockeyspeler[88]
- Thelma Reston (75), Braziliaans actrice[89]
- Dennis Stevens (79), Engels voetballer[90]

### 21 december
- Franco Ceccarelli (70), Italiaans zanger en  gitarist[91]
- Claude Desmedt (73), Belgisch politicus[92]
- Lee Dorman (70), Amerikaans basgitarist[93]
- Shane McEntee (56), Iers politicus[94]
- Daphne Oxenford (93), Brits actrice[95]
- Valère Quaghebeur (88), Belgisch politicus[96]

### 22 december
- Ger van den Brink (52), Nederlands radiopresentator[97]
- Tony Cabana (54), Nederlands zanger[98]
- Jeltje Das (83), Nederlands actrice en voordrachtskunstenares[99]
- Jacques Geukers (91), Nederlands burgemeester[100]
- Emidio Greco (74), Italiaans filmregisseur[101]
- Cliff Osmond (75), Amerikaans acteur[102]
- Marva Whitney (68), Amerikaans zangeres[103]

### 23 december
- Louis Th. Lehmann (92), Nederlands dichter en scheepsarcheoloog[104]
- Mike Scaccia (47), Amerikaans metalgitarist[105]
- Peer van Veggel (80), Nederlands burgemeester[106]
- Evelyn Ward (89), Amerikaans musicalactrice[107]

### 24 december
- Richard Bennett (76), Brits componist en pianist[108]
- Ray Collins (76), Amerikaans rockzanger[109]
- Charles Durning (89), Amerikaans acteur[110]
- Jenny Hertzberger (86), Nederlands schrijfster[111]
- Jack Klugman (90), Amerikaans acteur[112]
- Ton Kolvoort (67), Nederlands BMX-coach[113]
- Xavier Mabille (79), Belgisch historicus en politicoloog[114]
- Joop Vogt (85), Nederlands politicus[115]

### 25 december
- Wim Janssen (80), Nederlands politicus en burgemeester[116]
- Othmar Schneider (84), Oostenrijks alpineskiër[117]

### 26 december
- Gerry Anderson (83), Brits producer, regisseur en schrijver[118]
- Fontella Bass (72), Amerikaans zangeres, pianiste en componiste[119]
- Joop Butter (76), Nederlands voetballer[120]
- Han van Gelder (89), Nederlands filmregisseur[121]

### 27 december
- Valentin Borejko (79) Russisch roeier[122]
- Harry Carey jr. (91), Amerikaans acteur[123]
- Lloyd Chambers (74), Jamaicaans reggaemuzikant en -producer[124]
- Pier van Gorkum (81), Nederlands politicus[125]
- Norman Schwarzkopf jr. (78), Amerikaans generaal[126]

### 28 december
- Václav Drobný (32), Tsjechisch voetballer en voetbaltrainer[127]
- Jacques Vandersichel (80), Vlaams televisiejournalist[128]
- Haruhisa Watanabe (31), Japans beoefenaar van extreme sporten[129]

### 29 december
- Tony Greig (66), Brits-Zuid-Afrikaans cricketspeler en -commentator[130]
- William Rees-Mogg (84), Brits journalist en hoofdredacteur[131]
- Salvador Reyes (76), Mexicaans voetballer[132]
- Ignacy Tokarczuk (94), Pools aartsbisschop[133]
- Jean Topart (90), Frans acteur[134]
- Ben van Zwieten (88), Nederlands burgemeester[135]

### 30 december
- Kevin America (36), Nederlands bokser en boksleraar[136]
- Mike Hopkins (53), Nieuw-Zeelands geluidsman en winnaar van de Academy Award[137]
- Arend Langenberg (63), Nederlands nieuwslezer en voice-over[138]
- Rita Levi-Montalcini (103), Italiaans neurologe en Nobelprijswinnares[139]
- Herman Pijfers (89), Nederlands uitgever en schrijver[140]
- John Sheardown (88), Canadees diplomaat[141]
- Carl Woese (84), Amerikaans microbioloog[142]

### 31 december
- Piet Baudoin (63), Nederlands advocaat en specialist vreemdelingenrecht[143]
- Geert van Dijk (88), Nederlands dammer[144]
- Tarak Mekki (54), Tunesisch politicus[145]
- James Reuter (96), Amerikaans priester[146]
- Yang Teng-kuei (74), Taiwanees filmproducent[147]

1900 ·
1901 ·
1902 ·
1903 ·
1904 ·
1905 ·
1906 ·
1907 ·
1908 ·
1909 ·
1910 ·
1911 ·
1912 ·
1913 ·
1914 ·
1915 ·
1916 ·
1917 ·
1918 ·
1919 ·
1920 ·
1921 ·
1922 ·
1923 ·
1924 ·
1925 ·
1926 ·
1927 ·
1928 ·
1929 ·
1930 ·
1931 ·
1932 ·
1933 ·
1934 ·
1935 ·
1936 ·
1937 ·
1938 ·
1939 ·
1940 ·
1941 ·
1942 ·
1943 ·
1944 ·
1945 ·
1946 ·
1947 ·
1948 ·
1949 ·
1950 ·
1951 ·
1952 ·
1953 ·
1954 ·
1955 ·
1956 ·
1957 ·
1958 ·
1959 ·
1960 ·
1961 ·
1962 ·
1963 ·
1964 ·
1965 ·
1966 ·
1967 ·
1968 ·
1969 ·
1970 ·
1971 ·
1972 ·
1973 ·
1974 ·
1975 ·
1976 ·
1977 ·
1978 ·
1979 ·
1980 ·
1981 ·
1982 ·
1983 ·
1984 ·
1985 ·
1986 ·
1987 ·
1988 ·
1989 ·
1990 ·
1991 ·
1992 ·
1993 ·
1994 ·
1995 ·
1996 ·
1997 ·
1998 ·
1999 ·
2000 ·
2001 ·
2002 ·
2003 ·
2004 ·
2005 ·
2006 ·
2007 ·
2008 ·
2009 ·
2010 ·
2011 ·
2012 ·
2013 ·
2014 ·
2015 ·
2016 ·
2017 ·
2018 ·
2019 ·
2020 ·
2021 ·
2022 ·
2023 ·
2024 ·
2025